# Gianluca Grava
Gianluca Grava (Caserta, Italia, 7 de marzo de 1977) es un exfutbolista italiano que jugaba de defensa. Actualmente es el coordinador de la cantera de la S. S. C. Napoli.

## Trayectoria
Grava comenzó su carrera de futbolista en el principal equipo de su ciudad, la Casertana. En 1997 pasó a otro club campano, la Turris de Torre del Greco, donde despertó el interés de la Ternana: con los umbros jugó seis temporadas en la Serie B.
En septiembre de 2004 fue cedido a préstamo al Catanzaro; en enero de 2005 volvió a su región natal para jugar con el Napoli, recién refundado como Napoli Soccer por Aurelio De Laurentiis. Con el club azzurro logró dos ascensos seguidos en 2006 y 2007; debutó en la Serie A el 2 de septiembre de 2008, con el brazalete de capitán en el brazo (Udinese-Napoli 0-5).
Después de la temporada 2007/08 Grava empezó a jugar menos: en la temporada 2008/09 nunca fue utilizado por el entrenador Edy Reja. Sin embargo el nuevo técnico del Napoli, Roberto Donadoni, decidió hacerle jugar el partido de local frente al Milan y el sucesivo de visitante contra la Sampdoria.
La temporada 2009/10 jugó con mayor continuidad y, sobre todo bajo la gestión de Walter Mazzarri, su rendimiento registró un incremento cualitativo; Grava consiguió así otra vez un puesto de titular, sumando 24 presencias en liga y 1 en copa.
En cambio, la temporada siguiente se lesionó el ligamento cruzado anterior de la rodilla izquierda, así que terminó con antelación su temporada; sin embargo, después de 4 días el club napolitano renovó su contrato hasta 2012. Regresó a la cancha tras casi 11 meses, el 3 de diciembre de 2011, reemplazando a Ignacio Fideleff en el partido contra el Lecce. El 7 de diciembre debutó en la Champions, jugando los últimos minutos del victorioso partido de visitante contra el Villarreal. El 20 de mayo de 2012 se consagró campeón de la Copa Italia 2011-12, ganando el Napoli la final contra la Juventus de Turín.
El 26 de junio de 2013, después de una última temporada donde totalizó dos presencias, anunció su retiro del fútbol.

## Clubes
| Club                            | País   | Año         |
| ------------------------------- | ------ | ----------- |
| Casertana Calcio                | Italia | 1993 - 1997 |
| F. C. Turris                    | Italia | 1997 - 1998 |
| Ternana Calcio                  | Italia | 1998 - 2004 |
| U. S. Catanzaro                 | Italia | 2004 - 2005 |
| Napoli Soccer / S. S. C. Napoli | Italia | 2005 - 2013 |

## Palmarés

### Campeonatos nacionales
| Título         | Club             | País   | Año         |
| -------------- | ---------------- | ------ | ----------- |
| Serie D        | Casertana Calcio | Italia | 1995 - 1996 |
| Serie C1       | Napoli Soccer    | Italia | 2005 - 2006 |
| Copa de Italia | S. S. C. Napoli  | Italia | 2011 - 2012 |